# Nearctopsylla genalis
Nearctopsylla genalis är en loppart som först beskrevs av Baker 1904.  Nearctopsylla genalis ingår i släktet Nearctopsylla och familjen mullvadsloppor.

## Underarter
Arten delas in i följande underarter:
- N. g. genalis
- N. g. hygini